# Conceição do Jacuípe
Conceição do Jacuípe este un oraș în unitatea federativă Bahia (BA) din Brazilia.